# Eli Bowen
Eli Bowen (14 de octubre de 1844 – 4 de mayo de 1924) fue un artista circense estadounidense conocido como "La Maravilla sin piernas", o "El Acróbata sin piernas". En su juventud y adultez fue considerado como uno de los artistas más guapos del mundo del espectáculo. Su peso habitual era de 64 kilos, con una altura de 61 centímetros.

## Años tempranos
Eli Bowen nació en Richland, Ohio como uno de los ocho hijos de Robert y Sarah Bowen, todos eran normales pero él mostraba focomelia en sus miembros inferiores: sus pies salían directamente de sus caderas. Padres y hermanos siempre le apoyaron en su desarrollo y aspiraciones. Aprendió a andar con las manos utilizando bloques de madera, para desarrollar la fuerza necesaria para desplegar acrobacias elegantes. Según la literatura, en 1857, a los 13 años, se unió al circo ambulante Major's Brown Colosseum, donde actuaba realizando acrobacias y pruebas de fuerza. Aun así, los registros de censo de los años 1850 muestran que vivía con sus padres y asistía a la escuela. Los censos de los años 1870 indican que solo después de la muerte de su padre en 1865, Bowen empezó a dedicarse a su trabajo como artista a tiempo completo.

## Carrera
En 1876 Bowen actuaba en el Pullman Brothers Side Show, y tres años después en el Cooper, Bailey & Co. En 1897 actuó en el Barnum & Bailey Circus durante su gira por Inglaterra. Era anunciado como "El Acróbata sin piernas", y su rutina acrobática más famosa consistía en subir por un poste de trece pies (cuatro metros) de alto y mantenerse arriba evolucionando con un solo brazo. A veces, colaboraba con "La Maravilla sin brazos" Charles Tripp, pedaleando ambos en bicicleta tándem diciendo uno al otro: "Cuente nuestros pasos" (Tripp a Bowen) y "Mantenga sus manos fuera" (Bowen a Tripp). Bowen tuvo una larga vida artística de más de cincuenta años tanto en innumerables pequeñas ferias y circos hasta grandes y prestigiosos circos como el de James Anthony Bailey y P. T. Barnum. A los 79 años continuaba trabajando en Coney Island, en el Dreamland Circus Side Show. Podría haberse retirado cómodamente pues ganó tanto como para ser un hombre adinerado que compró terrenos en Michigan, pero él amaba su trabajo y ser el centro de atención. Era muy conocido por su ansia de perfección y en el mundo circense era cariñosamente llamado "Capitán Eli".

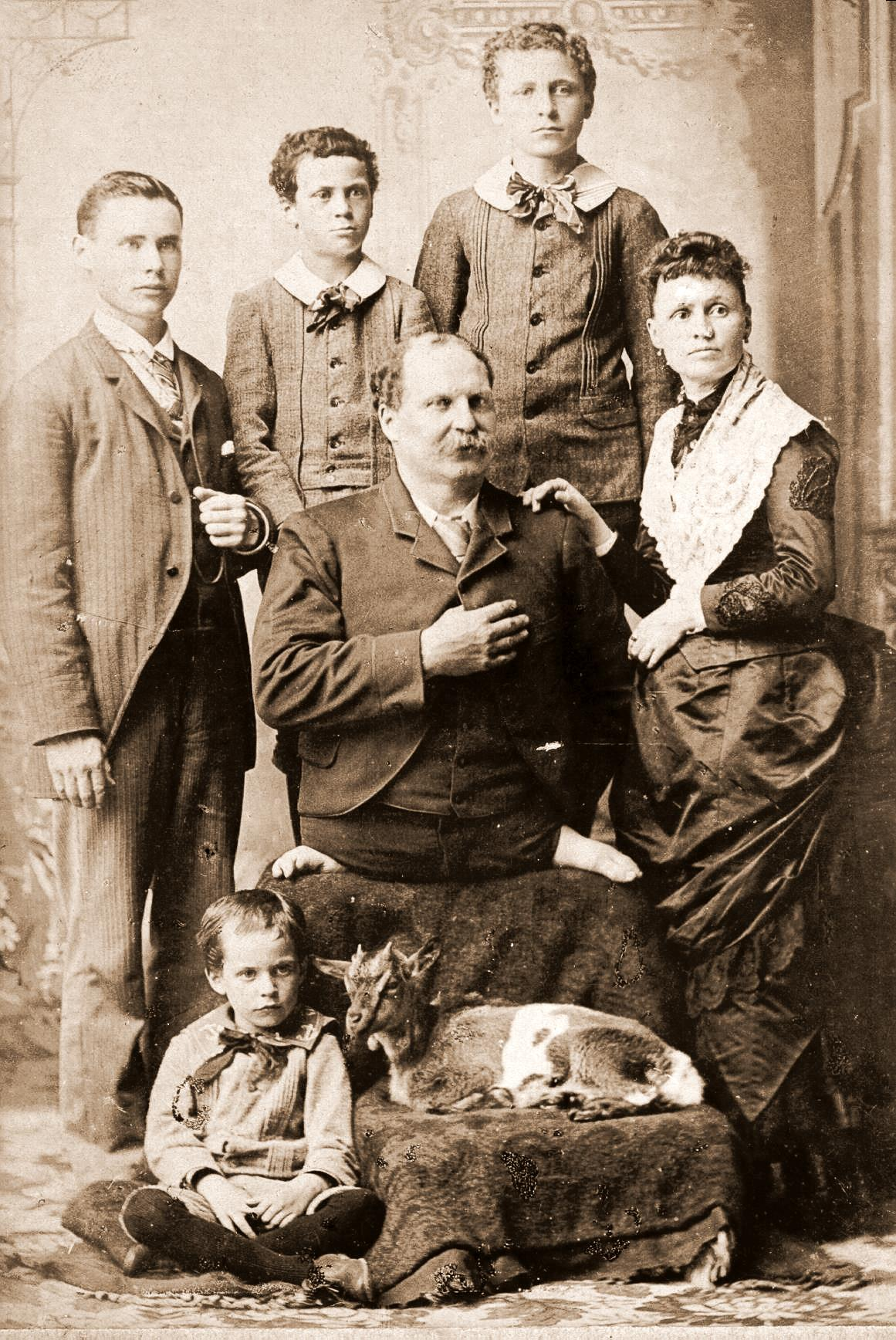
Familia Bowen, y su mascota, una cabrita, en diciembre de 1888

A los 26 años, Bowen se casó con Martha H. Haines (a veces mencionada como Mattie Haight) de 16, y tuvieron cuatro hijos sanos: Frank, Robert, Adrian y Victor. Se afirma que uno llegó a juez y otro fue un próspero comerciante. Bowen estaba tan orgulloso de su familia, que siempre se fotografió con ellos y como fue ampliamente retratado, se puede ver su desarrollo en las sucesivas fotos, de niños a jóvenes y adultos.
Una breve historia de su vida en versión folleto: "La Maravilla del ancho, ancho Mundo: La Historia Cierta del Señor Eli Bowen", fue publicada en 1880.
El 4 de mayo de 1924, Eli Bowen murió en el Dreamland Circus de Coney Island de pleuritis, causada por una neumonía. Fue enterrado en Lowell, Indiana.